# Volkswagen Crafter
Volkswagen Crafter – samochód dostawczy klasy wyższej i lekki samochód ciężarowy o dopuszczalnej masie całkowitej nieprzekraczającej 5 ton produkowany pod niemiecką marką Volkswagen od 2006 roku. Od 2016 roku produkowana jest druga generacja modelu.

## Pierwsza generacja

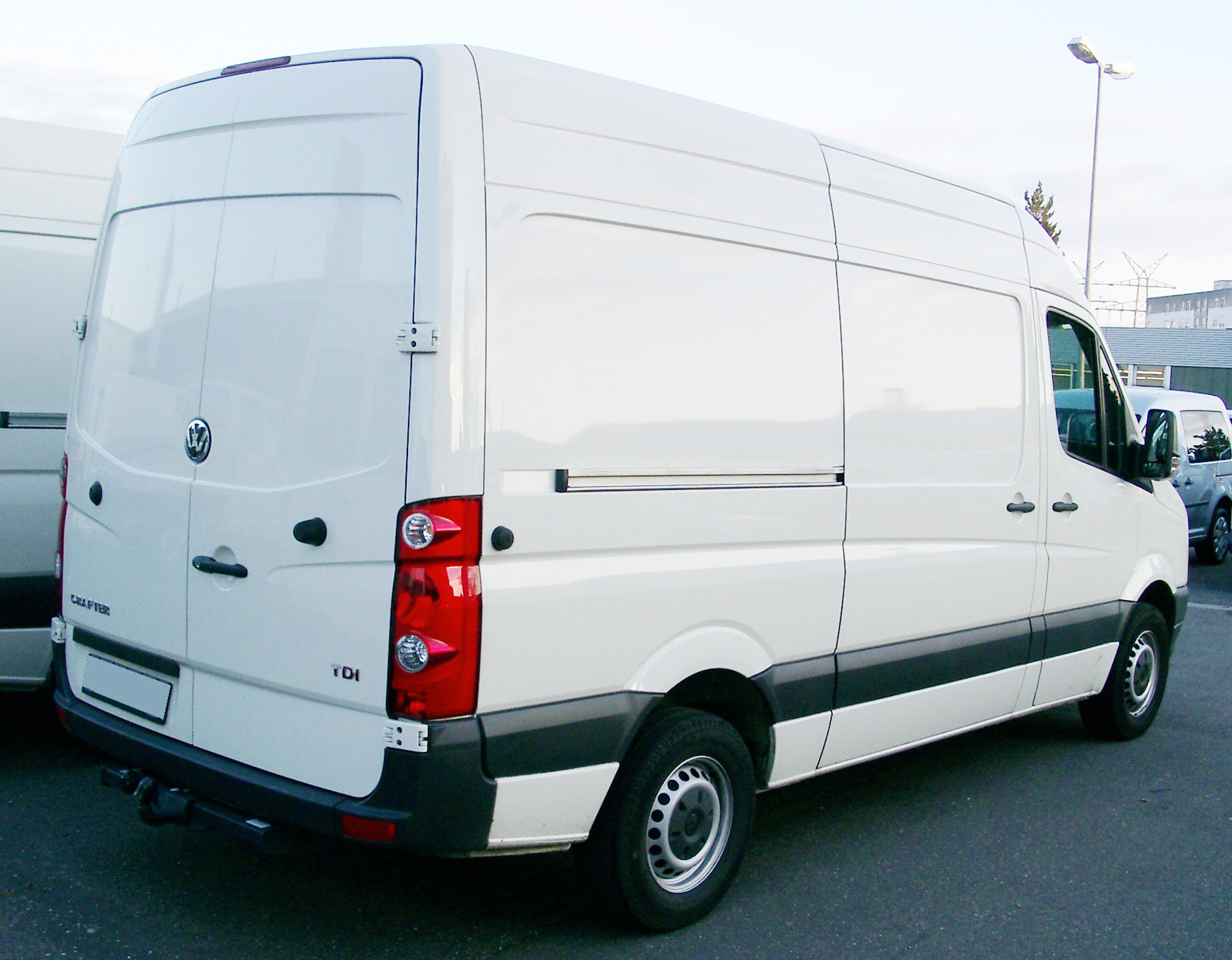
Volkswagen Crafter I - tył

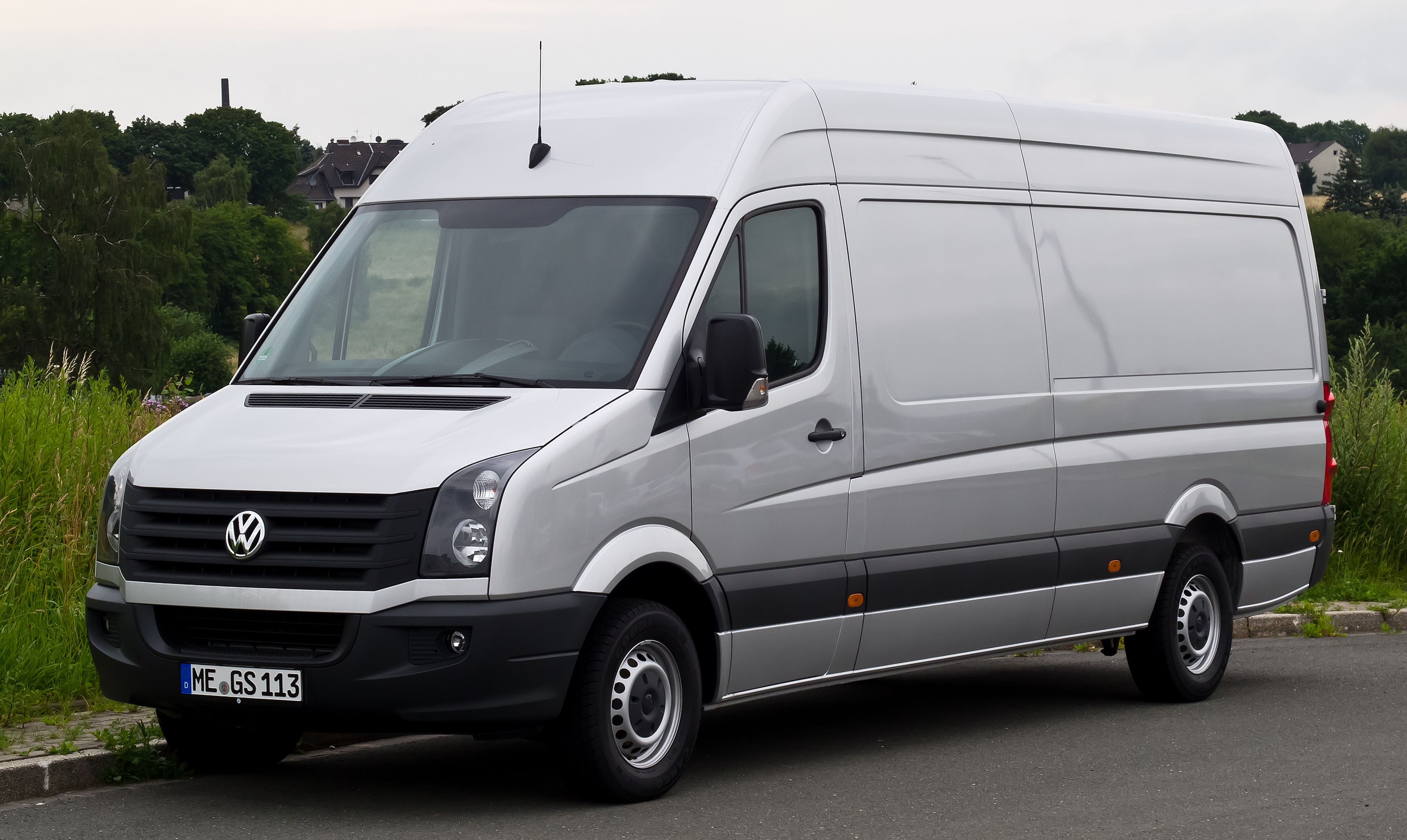
Volkswagen Crafter I po liftingu

Volkswagen Crafter I został po raz pierwszy zaprezentowany w 2006 roku.
Auto powstało w ramach współpracy koncernu Volkswagen AG z koncernem Daimler AG, z której bliźniaczym dla modelu pojazdem jest Mercedes-Benz Sprinter II.
Pojazd otrzymał nowoczesną stylistykę, którą podkreślają pionowe przednie reflektory, umieszczone na lusterkach zewnętrznych kierunkowskazy oraz dynamiczną sylwetkę, którą podkreśla m.in. duża atrapa chłodnicy oraz współczesne wnętrze. 
W 2011 roku auto przeszło face lifting. Zmieniona została m.in. atrapa chłodnicy, deska rozdzielcza z nowym zestawem wskaźników. Przy okazji liftingu pięciocylindrowe silniki wysokoprężne zastąpione zostały czterocylindrowymi wyposażonym w system Common-Rail. 
13 listopada 2011 roku zaprezentowana została wersja z napędem na cztery koła 4Motion.

### Wersje
Auto dostępne jest w ponad 200 wersjach; oto najpopularniejsze:
- furgon
- kombi
- skrzyniowy z pojedynczą kabiną
- skrzyniowy z podwójna kabiną
- podwozie do zabudowy

Na polskim rynku nie są oferowane wersje o DMC 3 tony, prawdopodobnie ze względu na potencjalne osłabienie pozycji cięższych (3 - oraz 3,2 - tonowych) wariantów Volkswagena Transportera.

#### Wersje nadwoziowe
- Furgon
  - krótki rozstaw osi, niski dach
  - krótki rozstaw osi, BlueMotion
  - średni rozstaw osi, niski dach
  - średni rozstaw osi, wysoki dach
  - średni rozstaw osi, super wysoki dach
  - długi rozstaw osi, wysoki dach
  - długi rozstaw osi, super wysoki dach
  - długi rozstaw osi z przedłużonym zwisem, wysoki dach
  - długi rozstaw osi z przedłużonym zwisem, super wysoki dach

- Kombi
  - krótki rozstaw osi, niski dach
  - średni rozstaw osi, niski dach
  - średni rozstaw osi, wysoki dach
  - długi rozstaw osi, wysoki dach

- Podwozie
  - krótki rozstaw osi, pojedyncza kabina
  - krótki rozstaw osi, podwójna kabina
  - średni rozstaw osi, pojedyncza kabina
  - średni rozstaw osi, podwójna kabina
  - długi rozstaw osi, pojedyncza kabina
  - długi rozstaw osi, podwójna kabina

### Charakterystyka
Volkswagen Crafter produkowany jest z trzema rozstawami osi od 3250 do 4325 mm. Najdłuższa odmiana może mieć dodatkowo przedłużony zwis tylny, co zwiększa długość całkowitą do 7,34 m. Odmiany van mogą mieć dach niski, wysoki lub superwysoki. Wysokość wnętrza ładowni w zależności od wysokości dachu wynosi: 1650 mm, 1940 mm lub 2140 mm. Szerokość pojazdu bez lusterek wynosi poniżej 2 metrów.
| Rozstaw osi | Objętość ładowni (z dachem wysokim / superwysokim) | Długość ładowni | Długość pojazdu | Średnica zawracania |
| ----------- | -------------------------------------------------- | --------------- | --------------- | ------------------- |
| 3250 mm     | 7,5 m³ (8,5 m³)                                    | 2600 mm         | 5245 mm         | ok. 12 m            |
| 3665 mm     | 9,0 m³ (10,5 m³ / 11,5 m³)                         | 3265 mm         | 5905 mm         | ok. 13,5 m          |
| 4325 mm     | (14 m³ / 15,5 m³)                                  | 4300 mm         | 6940 mm         | ok. 15,5 m          |
| 4325 mm     | (15,5 m³ / 17 m³)                                  | 4700 mm         | 7340 mm         | ok. 15,5 m          |

### Wyposażenie
Pojazd seryjnie wyposażony jest m.in. w regulowany fotel kierowcy i kierownicę, uchwyty na butelki i kubki, elektryczne sterowanie szyb i elektryczne sterowanie lusterek, system ABS, ESP i ASR oraz centralny zamek sterowany pilotem. 
Opcjonalnie auto wyposażyć można w: klimatyzację, czujniki deszczu, zmierzchu, ciśnienia w oponach oraz parkowania, hak holowniczy, automatyczną skrzynię biegów, otwierany szklany dach, dogrzewacz elektryczny, trzecie światło stop, wspomaganie ruszania pod górę (HAC), tempomat, alarm oraz sygnał cofania.

## Druga generacja

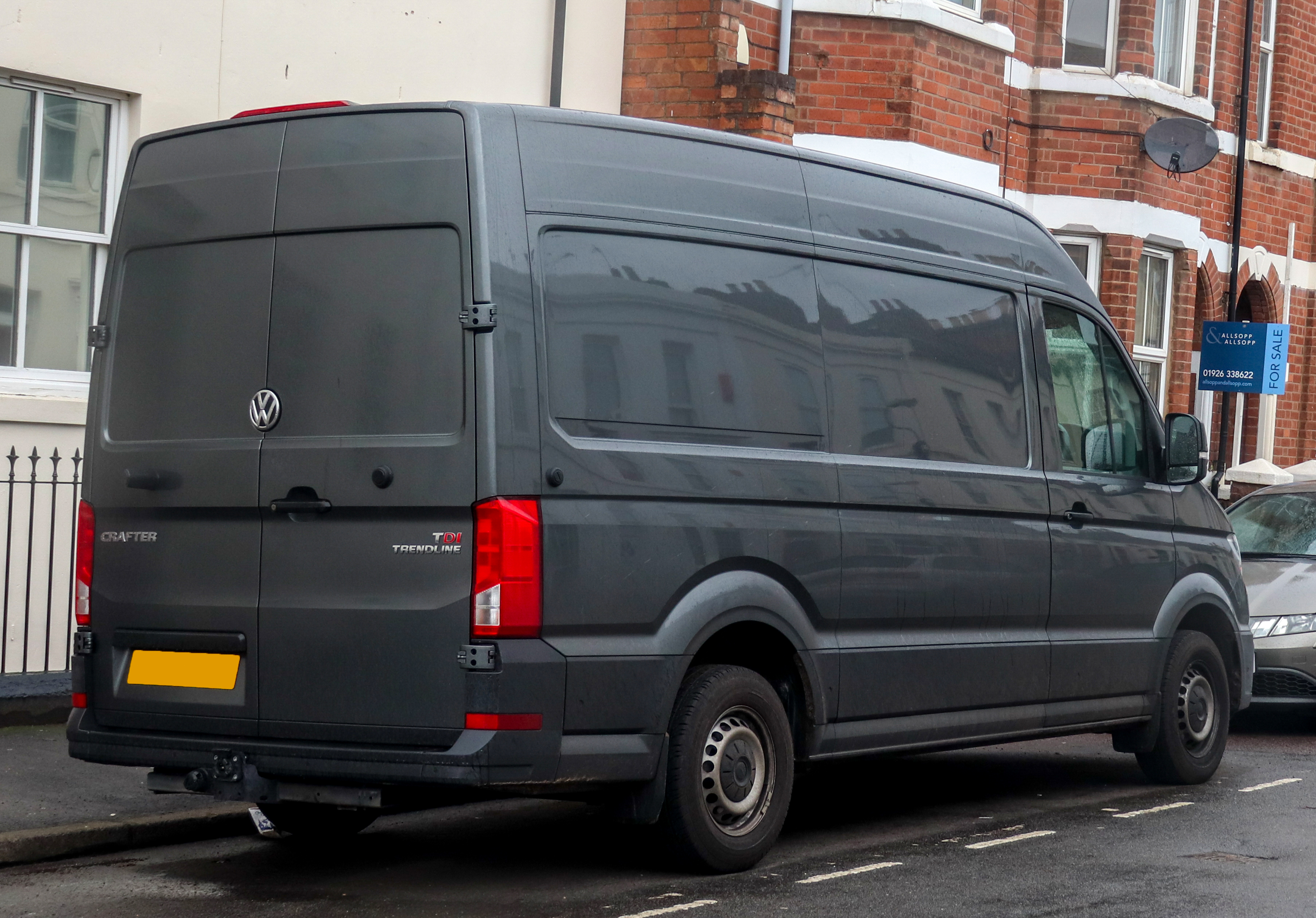
Volkswagen Crafter II - tył

Volkswagen Crafter II został po raz pierwszy oficjalnie zaprezentowany podczas wystawy w Offenbach we wrześniu 2016 roku.
Produkcja pojazdu uruchomiona została w nowo wybudowanej w Polsce fabryce Volkswagen AG we Wrześni wchodzącej w struktury Volkswagen Poznań. Wytwarzanie samochodów rozpoczęto 24 października 2016 roku. Stylistycznie pojazd upodobniony został do obecnie produkowanej wersji Volkswagena Transportera T6. 
Bliźniaczym modelem pojazdu nie jest już produkowany przez Mercedesa model Sprinter, lecz auto marki MAN. W kwietniu 2017 roku do produkcji trafił produkowany w ramach współpracy koncernu Volkswagen AG z koncernem MAN SE lekki pojazd dostawczy MAN TGE, pierwszy taki pojazd spod znaku firmy specjalizującej się w produkcji autobusów i samochodów ciężarowych. Auto produkowane jest w polskiej fabryce Volkswagena na wspólnej linii produkcyjnej. W przeciwieństwie do modelu Crafter, auto oferowane i serwisowane jest w serwisach MAN-a.
W plebiscycie na Samochód Dostawczy Roku 2017 auto zajęło 1. pozycję (wyprzedzając m.in. Peugeota Traveller oraz Iveco Daily). Model oferowany także w wersji elektrycznej.

### Silniki
Pojazd oferowany będzie ze specjalnie zaprojektowanym dla niego silnikiem wysokoprężnym „EA 288” o pojemności 2.0 l (TDI) występującym w czterech wariantach mocy: 102, 122, 140 i 177 KM.

### Wyposażenie
Samochód wyposażony może być m.in. w system ABS, ESP ze stabilizacją toru jazdy przyczepy, adaptacyjny tempomat, system automatycznego hamowania po kolizji, system korekty toru jazdy w przypadku bocznych podmuchów wiatru, asystenta manewrowania z przyczepą, 6 poduszek powietrznych, kamerę cofania, czujniki parkowania, system ostrzegania o ruchu za pojazdem (RTA), reflektory przednie wykonane w technologii LED z funkcją doświetlania zakrętów oraz asystentem świateł (Light Assist), elektryczne sterowanie szyb, elektryczne sterowanie lusterek, wielofunkcyjną kierownicę oraz system nawigacji satelitarnej.